# Choquemort
Fundulus heteroclitus
Espèce
Statut de conservation UICN

 LC  : Préoccupation mineure
Le Choquemort (Fundulus heteroclitus) est une espèce de poissons de la famille des Fundulidae.

## Description
Le choquemort est un petit poisson mesurant en moyenne de 70 à 80 mm, mais il peut atteindre jusqu'à 140 mm. Son corps est épais et d'aspect robuste et sa bouche est petite, protractile et dirigée vers le haut. Son pédoncule caudal est large. Sa queue ainsi que ses nageoires pectorales sont arrondies. Sa couleur générale est vert olive et il est marqué de nombreuses barrées argentées, à l'inverse du fondule barré.

## Distribution et habitat
Cette espèce se rencontre de Terre-Neuve à la Floride.

### Habitat
Le choquemort vit principalement dans les marais salés On le retrouve aussi dans les estrans des estuaires et il fait aussi parfois quelques incursion en eau douce. Il peut vivre dans des eaux polluées et pauvres en oxygène.

## Alimentation
Le choquemort a un régime alimentaire très varié. Il se nourrit d'algues, de crustacés, de mollusques et de petits poissons.

## Reproduction
Il fraie au début de l'été, en juin et au début juillet. La femelle pond jusqu'à 460 œufs ayant un diamètre de deux millimètres.

## Espèce exotique envahissante
À partir d'août 2024, cette espèce sera inscrite dans la liste des espèces exotiques envahissantes préoccupantes pour l’Union européenne.
Cela signifie que cette espèce ne pourra plus être importée, élevée, transportée, commercialisée, ou libérée intentionnellement dans la nature, et ce nulle part dans l’Union européenne. Cette espèce ne pourra plus être détenue sauf dans le cas des animaux de compagnie acquis jusqu’à 1 an après leur ajout sur la liste européenne. Les instituts de recherche pourront encore demander des permis aux autorités compétentes.

## Utilité scientifique
Les choquemorts sont considérés comme un important organisme modèle environnemental en raison de leur capacité à tolérer diverses conditions chimiques (pollution, etc.) et physiques (température, salinité, oxygène, etc.) extrêmes. Ils sont relativement abondants dans la nature et peuvent être facilement capturés, transportés et élevés en laboratoire. Ils sont couramment utilisés dans les études scientifiques de la biologie du stress, de la physiologie thermique et de la toxicologie, et ont également été étudiés dans les contextes de la biologie de l'évolution, de la biologie du développement, de l'endocrinologie, de la biologie du cancer et de la chronobiologie (étude des rythmes circadiens),. Avec le séquençage et l'assemblage réussis du génome complet du killifish, ils servent de modèle scientifique de premier ordre pour l'étude des réponses biochimiques et physiologiques à des conditions environnementales variables.

## Liste des sous-espèces
Selon World Register of Marine Species (25 sept. 2011) :
- Fundulus heteroclitus diaphanus (Lesueur, 1817)
- Fundulus heteroclitus heteroclitus (Linnaeus, 1766)
- Fundulus heteroclitus macrolepidotus (Walbaum, 1792)

## Publication originale
- Linnaeus, 1766 : Systema naturae sive regna tria naturae, secundum classes, ordines, genera, species, cum characteribus, differentiis, synonymis, locis. Laurentii Salvii, Holmiae. 12th ed.